# Nika Zorjan
Nika Zorjan, slovenska pevka zabavne glasbe in udeleženka resničnostnih oddaj, * 3. december 1992, Murska Sobota.
Po koncu oddaje Misija Evrovizija jo je pod svoje okrilje vzel avtor in glasbeni producent Raay, eden izmed sodnikov v tej oddaji. Njena pesem »Nasmeh življenja« je bila leta 2013 ena najbolj predvajanih skladb v Sloveniji (11. mesto).
Od začetka kariere je delovala pod okriljem Aleša Vovka - Raaya, ki je njen dolgoletni glasbeni producent. V sodelovanju z Raayem in njegovo ženo Marjetko Vovk je do leta 2025 izdala večino svoje diskografije. Zaradi spora je maja 2025 z njima prekinila sodelovanje, zaradi česar sta Raay in Marjetka Vovk iz YouTuba izbrisala njene dotedanje pesmi in prišlo je do odmevne medijske afere.

### Zgodnja leta
Sodelovala je z očetovo glasbeno skupino Nova legija. Njena pevski vzornici sta bili Christina Aguilera in Beyonce. Obiskovala je srednjo ekonomsko šolo v Murski Soboti.

## Festivali

### EMA
- 2017: "Fse" - 5. mesto v finalni oddaji
- 2018: "Uspavanka" - brez finala

### Melodije morja in sonca
- 2013: "Nasmeh življenja" — 5. mesto oz. 1. mesto v telefonskem glasovanju

### Popevka
- 2018: "Za vedno - Za skaus"

### Evrovizija
- 2014: kot spremljevalna vokalistka Tinkare Kovač
- 2015: kot spremljevalna vokalistka dvojca Maraaya

## Resničnostne oddaje

### Slovenija ima talent
- 2010: ni se ji uspelo uvrstiti med polfinaliste.

### Misija Evrovizija(2012)
- uvrstitev v finale.

### Znan obraz ima svoj glas
- 2017: uvrstitev v finale.

## Diskografija

### Albumi
- Od začetka (2023)

### Singli
| Naslov                                                     | Leto | Najvišja uvrstitev | Album           |
| Naslov                                                     | Leto | SLO                | Album           |
| ---------------------------------------------------------- | ---- | ------------------ | --------------- |
| "Čas za nas"                                               | 2012 |                    | Še ni na albumu |
| "Problemom sredinc"                                        | 2012 |                    | Še ni na albumu |
| "Nasmeh življenja"                                         | 2013 | 4                  | Še ni na albumu |
| "Po dežju"                                                 | 2014 | 12                 | Še ni na albumu |
| "Fse"                                                      | 2017 | 5                  | Še ni na albumu |
| "Ni predaje, ni umika" (BQL & Nika Zorjan)                 | 2017 | 6                  | Še ni na albumu |
| "Uspavanka-Lullaby"                                        | 2018 | 17                 | Še ni na albumu |
| "Luna" (Nika Zorjan ft. Jonatan Haller)                    | 2018 | 2                  | Še ni na albumu |
| "Za vedno (Za skaus)"                                      | 2018 | —                  | Še ni na albumu |
| "Ola ola" (Nika Zorjan & Isaac Palma)                      | 2019 | 5                  | Še ni na albumu |
| "Vruće" (BQL & Nika Zorjan ft. Isaac Palma)                | 2019 | —                  | Še ni na albumu |
| "Na plažo"                                                 | 2019 | 22                 | Še ni na albumu |
| "Blamaža" (Nika Zorjan & 8rasta9 ft. Svanky)               | 2019 | —                  | Še ni na albumu |
| "Apokalipsa" (Nika Zorjan x 8rasta9)                       | 2019 | —                  | Še ni na albumu |
| "Svima po mojito" / "Mojito"                               | 2020 | —                  | Še ni na albumu |
| "Poljubi me na božič"                                      | 2020 | —                  | Še ni na albumu |
| "Zate dovolj"                                              | 2021 |                    | Še ni na albumu |
| "Ljubi ne ljubi"                                           | 2021 |                    |                 |
| "—" singel ni bil uvrščen na lestvico ali pa ni bil izdan. |      |                    |                 |

1. ↑  Hrvaška različica pesmi Vroče (SIT).
2. ↑  Hrvaška različica pesmi Na plažo.

### Gostujoča izvajalka
| Naslov                                                     | Leto | Najvišja uvrstitev | Album           |
| Naslov                                                     | Leto | SLO                | Album           |
| ---------------------------------------------------------- | ---- | ------------------ | --------------- |
| "Nekaj v zraku" (Tangels ft. Nika Zorjan & April)          | 2012 | —                  | Še ni na albumu |
| "Lajf je moj" (Ramus ft. Nika Zorjan)                      | 2015 | —                  | Še ni na albumu |
| "Vroče" (S.I.T. — BQL, Palma, Sešek, Jazbec...)            | 2018 | 5                  | Še ni na albumu |
| "—" singel ni bil uvrščen na lestvico ali pa ni bil izdan. |      |                    |                 |

- "Čas za nas" (2012) - Raay / Tina Piš & Erika Mager / Raay

- "Problemom sredinc" (2012) - Raay / Tina Piš / Raay

- "Nekaj v zraku" (s Tangels in April) (2012) - CocaCola Slovenija promo

- "Nasmeh življenja" (2013) - Raay / Tina Piš, Franci Tepina / Raay

- "Po dežju" (2014) - Raay / Tina Piš / Raay

- "Lajf je moj" (feat. DJ Ramus za Pepsi Slovenija) (2015) - Raay, Ramus / Tina Piš, Bine Puh, Raay / Raay

- "Fse" (2017) - Maraaya / Nika Zorjan / Raay

- "Ni predaje, ni umika" (Nika Zorjan & BQL) (2017) - Maraaya / Rok Lunaček, Tina Piš, Maraaya, Nika Zorjan / Raay

- "Uspavanka-Lullaby" (2018) - Maraaya, Jimmy Jansson, Samuel Waermo, Art Hunter, Nika Zorjan / Maraaya, Nika Zorjan / Jimmy Jansson, Raay

- "Luna" (2018) - Raay / Rok Lunaček, Tina Piš (slovensko); Krešimir Tomec (špansko) / Raay

### Ostale pesmi, uvrščene na lestvico

#### Gostujoča izvajalka
| Naslov                                                                                      | Leto | Najvišja uvrstitev | Album        |
| Naslov                                                                                      | Leto | SLO                | Album        |
| ------------------------------------------------------------------------------------------- | ---- | ------------------ | ------------ |
| "White Christmas / Bel božič" (Maraaya & BQL & Manca Špik & Luka Basi & Klara Jazbec & Ula) | 2017 | 31                 | Ni na albumu |
| skladba ni bila izdana kot single, a se je vseeno uvrstila na lestvico.                     |      |                    |              |